# Bufanúvols
Bufanúvols es un personaje mítico, amigo del gigante  de carácter bueno y forzudo, llamado Tombatossals, quien,  según cuenta la leyenda, fundó la ciudad de Castellón de la Plana.
Este personaje tiene una gran relevancia en la historia de Tombatossals, ya que es artífice de su nacimiento, al provocar una gran tormenta de aire que lleva a que se desprenda un trozo de la montaña Penyeta Roja, madre de Tombatossal, cuyo padre es Tossal Gros.
Bufanúvols vive, junto con Tombatossals y el resto de sus amigos: Cagueme, el voluntariosa; Arrancapins, el forzudo y Tragapinyols, el escatológico; en la Cueva de las Maravillas, de la cual se ausentan para atender la llamada de auxilio de los hijos del rei Barbut, que querían volver recuperar las tierras que habían heredado. Al prestar ayuda a estos herederos, el grupo de amigos  se viven numerosas aventuras y desventuras, como la guerra contra los habitantes de las Columbretes por la conquista de las islas.
La leyenda de Tombatossals y sus aventuras, es recogida en forma de cuento por el autor castellonense Josep Pasqual Tirado, en la obra titulada Tombatossals, publicada en Castellón de la Plana en 1930.
En la ciudad de Castellón existen diversas esculturas que decoran diferentes rotondas en las que aparecen estos mitológicos personajes que tanta importancia tienen en la historia de la ciudad. Las esculturas son obras del artista sevillano Melchor Zapata.
La vida heroica y aventurera de este personaje ficticio ha sido adaptada en diversas ocasiones a través de otros libros, como la adaptación teatral realizada por Matilde Salvador, “La filla del Reia Barbut”; o el cuento infantil. “Viatge al país de Tombatossals”, obra de  Vicent Pitarch Almela, filólogo y activista cultural; con ilustraciones de Joan  Montañés, conocido como  Chipell.
También se llevó a cabo un proyecto a través de la  empresa valenciana, radicada en Castellón, Nereida Animation Films, para realizar un largometraje de animación, sobre este personaje. Además, el Instituto Valenciano del Audiovisual y la Cinematografía concedió una ayuda cercana a 150.000 euros para “Gigante, la leyenda de Tombatossals”, película basada en la historia de Tombatossals.
La película cuenta con guion de Miquel Beltrán y el diseño de los personajes es de Harald Siepermann, animador que ha trabajado para la factoría Disney en proyectos como 'Mulan', 'Roger Rabbit' o 'Tarzán'.  La película de unos  90 minutos de duración, mezcla la animación clásica con el 3D. La idea inicial es que la película esté doblada en valenciano, para posteriormente doblarse al castellano.